# Ga Yangjeong
Ga Yangjeong là ga của Busan Metro tuyến 1 ở Yangjeong-dong, quận Busanjin, Busan, Hàn Quốc.

## Liên kết
- Mạng thông tin trạm từ Tổng công ty vận chuyển Busan